# 念林宅成
念林 宅成（ねんりん の やかなり、生没年不詳 ）は、奈良時代の人物。経師。姓はなし。

## 経歴
淳仁朝の天平宝字7年（763年）4月、東大寺写経所で七百巻経の書写に従っている。
称徳朝の神護景雲4年（770年）6月、一族の奉写一切経司主典の念林老人によって、経師として貢進されている。7月には、障あるにより請暇（臨時の休暇を申請すること）3日。8月には、身力堪えざるにより請暇5日と見える。
光仁朝の宝亀2年（771年）3月、奉写一切経所より布施布を給せられ、調布一端を質にして月借銭260文を借りている。5月、夏浄衣を充てられ、同3年（772年）4月、月借銭1貫200文を借りている。6月、疫痢病にかかり請暇2日と見え、7月、月借銭200文を借りている、9月、給料を質として月借銭500文を借りている。12月、大坂広川と同心して、布施料調綿を質として月借銭500文を借りている。この年、200文を借りている。同4年（773年）正月、上述の広川とともに、月借銭1貫文を借りている。6月、奉写一切経所より布施布を給せられ、9月、10月も同じように記されており、12月、奉写一切経所より題師として布施布を給せられている。このほか、年月不詳の借銭請用経師歴名にも見える。
以上のほか、写経に従ったことは、以下の通りである。
- 神護景雲4年・宝亀元年（770年）7月[22]。10月[23]。同年[24]。
- 宝亀2年（771年）2月[25]。3月[26]。4月[27]。5月[28]。9月[29]。
- 宝亀3年（772年）2月[30]。3月[31]。4月[32]。5月[33]。7月[34]。8月[35]。9月[36]。11月[37]。同年[38]。
- 宝亀4年（773年）6月[39]。8月[40]。10月[41]。閏11月[42]。
- 年月不詳[43]。

その手実については、
- 神護景雲4年・宝亀元年（770年）7月[44]。9月[45]。10月[46]。11月[47]。12月[48]。
- 宝亀2年（771年）2月[49]。3月[50]。5月[51]。
- 宝亀3年（772年）2月[52]。3月[53]。5月[54]。7月[55]。8月[56]。9月[57]。10月[58]。11月[59]。
- 宝亀4年（773年）3月[60]。5月[61]。6月[62]。8月[63]。9月[64]。10月[65]。閏11月[66]。12月[67]。
- 宝亀5年（774年）2月[68]。3月[69]。5月[70]。7月[71]。9月[72]。10月[73]。11月[74]。12月[75]。

に現れている。

## 官歴
『大日本古文書』による
- 神護景雲4年（770年）6月：見経師
- 宝亀4年（773年）12月：見奉写一切経所題師